# Clan Mōri
El clan Mōri (毛利氏 Mōri-shi?) fue una familia de Daimio, que descendió de Ōe no Hiromoto y se establecieron en la provincia de Aki. Su nombre se deriva de un shōen en Mōri, distrito de Aikō, provincia de Sagami. Descendientes de Hiromoto comenzaron a nombrarse a sí mismos como Mōri.
Después de la guerra Jōkyū, Mōri fue nombrado para el Jitō en la oficina de un shōen ubicada en la provincia de Aki. Durante el período Kamakura Mōri fue uno de los destacados Gokenin de la familia debido a la fama de su antepasado Hiromoto. Al final del Shogunato Kamakura, Mōri era distante del Shogunato y mostró una actitud favorable a la Ashikaga Takauji.
En el periodo Sengoku, Mōri Motonari expandió su poder para el conjunto de la provincia de Aki y luego a otras provincias vecinas. En su generación, Mōri se convirtió en el Daimio de un Gokenin local.
Durante la guerra con el Clan Oda y el Ikkō-ikki , el clan Mōri ayudó al clan Ikkō-ikki mediante el establecimiento de una ruta comercial naval entre muelles y puertos provinciales de cada uno, los Oda finalmente consiguieron anular la ruta poniendo cerco a los barcos comerciales entre los dos clanes y  se fue perturbando el comercio, tratando de destruir la flota Mōri, fallando en su primer intento en el año 1571. La segunda batalla tuvo lugar en 1579 con el envío de ocho buques de guerra Atakebune (barcos blindados con planchas férreas) de los Oda para finalmente destruir la amenaza naval Mōri al mando de Murakami Takeyoshi.
Después de una lucha entre Toyotomi Hideyoshi, quien condujo a su ejército como general de Oda Nobunaga, las dos partes firmaron la paz y Mōri se mantuvo como un Daimio que se mantuvo en cinco provincias de la región de Chūgoku. En el año 1600, Mōri Terumoto fue llevado nominalmente al Ejército Occidental en la batalla de Sekigahara. El Ejército Occidental perdió la batalla y el clan Mōri perdió tres provincias del este y trasladó su capital de Hiroshima a la actual Hagi, Prefectura de Yamaguchi. El feudo más reciente, Mōri Han, consistía en dos provincias: provincia de Nagato y provincia de Suo. Derivado de el antiguo, Mōri Han se refiere a menudo como Chōshū Han.

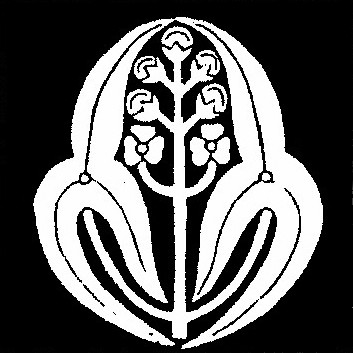
Cresta mayor de Mōri: punta de flecha Chōshū (長州沢瀉, Chōshū omodaka)

Después de la restauración Meiji, el sistema de Han y Daimio fue abolida, y el jefe de los Mōri se tituló como duque.